# Пигарёв, Иван Николаевич
Иван Николаевич Пигарёв (17 марта 1941, Москва — 14 июля 2021, Москва) — российский учёный-физиолог, изучавший зрение и сон. Доктор биологических наук (1991), профессор. Создатель висцеральной теории сна. Автор более 100 статей в рецензируемых отечественных и зарубежных журналах.

## Биография
Родился 17 марта 1941 года в семье Николая Васильевича Пигарёва. Внук Василия Евгеньевича Пигарёва, секретаря Великой княгини Елизаветы Фёдоровны, и праправнук поэта Фёдора Тютчева. Окончил биолого-почвенный факультет МГУ в 1964 году. После окончания университета был распределён в лабораторию биофизики зрения, входившую в состав Института биофизики Академии Наук СССР, а затем Института проблем передачи информации имени А. А. Харкевича АН СССР, теперь РАН. В Институте проблем передачи информации имени А. А. Харкевича РАН Иван Николаевич работал с года его основания (1961) и до своей смерти являлся главным научным сотрудником института.
Читал лекции по теории сна.
Иван Пигарёв погиб в возрасте 80 лет на Воробьёвых горах в Москве, когда ехал на работу на своём велосипеде. Пигарёв столкнулся с человеком на самокате, ударился головой об асфальт, получил серьёзную черепно-мозговую травму и внутреннюю гематому. Врачи сделали операцию, но полученные травмы оказались несовместимыми с жизнью, и он умер 14 июля 2021 года, не приходя в сознание. Похоронен на Аксиньинском кладбище.

## Научная деятельность
Известен прежде всего как автор висцеральной теории сна. Мозг, согласно этой теории, в режиме сна не отдыхает, а наоборот бодрствует. Мозг обрабатывает информацию, но поступает она не из внешней среды (от экстерорецепторов), а от интерорецепторов — нервных окончаний внутренних органов, проводя своего рода диагностику организма.
Вместе с сотрудниками лаборатории биофизики зрения Института проблем передачи информации имени А. А. Харкевича, а также с зарубежными учёными из Пармского и Калифорнийского университетов исследовал константность зрительного восприятия пространства у кошек и обезьян. В 1991 году защитил докторскую диссертацию по теме «Нейронные механизмы константности зрительного восприятия пространства».
В 1990-е годы с коллегами из Института Макса Планка (Гёттинген, Германия) в опытах на обезьянах И. Н. Пигарёв открыл и описал явление локального сна, которое только спустя 20 лет стали активно исследовать в сомнологии. Иван Николаевич Пигарёв сформулировал висцеральную теорию сна на основе прямых экспериментов, демонстрирующих, что нейроны зрительной коры кошки во время сна реагируют на стимуляцию кишечника. Таким образом, было доказано, что мозг во время сна переключается на анализ сигналов, приходящих из внутренних органов. Согласно висцеральной теории сна И. Н. Пигарёва, корковые сенсорные зоны, в состоянии бодрствования вовлечённые в анализ внешней (экстероцептивной) информации, во время сна переключаются на анализ внутренней (интероцептивной) информации, поступающей в кору от висцеральных органов. Эта теория, подтверждённая многочисленными экспериментами на разных животных, объединила физиологию корковых сенсорных зон, физиологию сна и висцеральную физиологию.
И. Н. Пигарёв описал и схему образования сновидений: если во время сна мозг не полностью отключается от внешних раздражителей и нейроны коры мозга сильно активируются, внешние (экстроцептивные) сигналы, воздействуя на нейроны базальных ганглиев, могут приводить к возникновению зрительных образов. В сновидениях отражаются наиболее активированные образы предыдущего бодрствования, что делает их инструментом в руках врачей-психиатров и психотерапевтов.

## Публикации в научных журналах и книгах
- Висцеральная теория сна — Neuroscience and Behavioral Physiology (2014)[10]
- The state of sleep and the current brain paradigm — Frontiers in Systems Neuroscience (2015)
- Механизмы сновидений в рамках висцеральной теории сна — Журнал практического психолога (2017)
- К механизму терапевтического эффекта электростимуляции. Интерпретации и предсказания, основанные на результатах исследований сна — Журнал неврологии и психиатрии (2019)
- Probable mechanism of antiepileptic effect of the vagus nerve stimulation in the context of the recent results in sleep research — Frontiers in Systems Neuroscience (2020)